# 平田小六
平田 小六（ひらた ころく、1903年11月1日 - 1976年5月18日）は、日本の作家。
秋田県生まれ。弘前中学校卒。プロレタリア文学の作家として出発、農民小説を書く。戦後は新日本文学会所属。　　　　　　　　　　　　　　　　　　　　　　　　　　　　　

## 経歴
英語教師である父・孝次郎の勤務先である秋田県大館町に生まれる。第五十九国立銀行の行員となった父の転勤に伴い、幼い時期は青森県内を転々とする。1923年（大正12年）に弘前中学校を卒業すると、家計を助けるために進学を断念して代用教員に就く。1924年、北津軽郡小泊村下前尋常小学校（後の下前小学校。2010年に小泊小学校に統合され閉校）に訓導として着任する。(下前尋常高等小学校は明治9年に完成しました)この下前での2年弱の体験が、後の『囚はれた大地』の原型となった。
1929年（昭和4年）1月、上京して東京毎日新聞社に入社し、新聞記者となる。1933年から『文化集団』に『囚はれた大地』を連載、翌1934年にナウカ社から出版された。『囚はれた大地』は、「最近のプロレタリア文学のなかで、もっともすぐれたものの一つ」（森山啓）、「過去のいかなる左翼的農民小説に比しても、一頭地を抜くものである」（亀井勝一郎）、「島木健作に一歩先んずるプロレタリア文学の新星」（平野謙）など、文壇から高い評価を集めた。
日中戦争が始まり文芸活動が制約され始めたため、1938年に中国大陸に渡り京津日日新聞に入社、後に北京支局長となった。1944年、記者仲間であった澄子と結婚し、1946年に一家で引き揚げした。終戦後は評論活動が中心となり、小説は数編の短編のみであった。
1976年、肺癌のため東京都稲城市の病院で亡くなる。墓は夫人の実家があった広島県東広島市にある。旧小泊村の下前地区が見下ろせる場所に文学碑が建立されているほか、小泊地区の小説「津軽」の像記念館に平田小六コーナーが設けられている。

## 著書
- 『囚はれた大地』ナウカ社 1934
- 『童兒 小説集』ナウカ社 1935（新選プロレタリア文學總輯）
- 『トルストイ人生読本 人生読本叢書 第1巻』六芸社 1936
- 『瑞穂村』六芸社 1939
- 『平田小六短篇集』昭森社 1972